# Marko Asmer
Marko Asmer (Tallin, Estonia; 30 de julio de 1984) es un piloto estonio de automovilismo, que en 2008 fue piloto de pruebas de BMW Sauber.

## Carrera deportiva
En 2002 fue piloto de la Fórmula Ford. En 2003, Asmer gana cinco pruebas de esta competencia y se consagra subcampeón. Ese mismo año se puso volante de un coche de BMW WilliamsF1. En 2004 compitió en Fórmula 3. En 2007 pasó a la All Japan F3 Series y al Campeonato Británico, que ganó con 11 victorias y dos podios.

### Resumen por temporadas
| Temporada | Competición                                | Equipo        | Carreras          | Poles             | Ganadas           | Puntos            | Ubicación final   |
| --------- | ------------------------------------------ | ------------- | ----------------- | ----------------- | ----------------- | ----------------- | ----------------- |
| 2003      | Eurocopa de Fórmula Renault V6             | HiTech Racing | 2                 | 0                 | 0                 | 6                 | 19.º              |
| 2003      | Campeonato de Fórmula Ford de Gran Bretaña | Team JLR      | 20                | 0                 | 2                 | ?                 | ?                 |
| 2004      | British Formula Three                      | HiTech Racing | 24                | 0                 | 0                 | 87                | 10.º              |
| 2004      | Bahrain F3 Superprix                       | HiTech Racing | 1                 | 0                 | 0                 | N/A               | 6.º               |
| 2005      | Campeonato de Gran Bretaña de Fórmula 3    | HiTech Racing | 22                | 2                 | 0                 | 163               | 4.º               |
| 2005      | Marlboro Masters                           | HiTech Racing | 1                 | 0                 | 0                 | N/A               | 7.º               |
| 2006      | Campeonato de Fórmula 3 de Japón           | ThreeBond     | 18                | 0                 | 1                 | 129               | 7.º               |
| 2007      | Campeonato de Gran Bretaña de Fórmula 3    | HiTech Racing | 22                | 13                | 11                | 293               | 1.º               |
| 2007      | Campeonato de Fórmula 3 de Japón           | ThreeBond     | 8                 | 0                 | 0                 | 31                | 10.º              |
| 2007      | Grand Prix de Macau                        | HiTech Racing | 1                 | 1                 | 0                 | N/A               | 4.º               |
| 2008      | Fórmula 1                                  | BMW Sauber    | Piloto de pruebas | Piloto de pruebas | Piloto de pruebas | Piloto de pruebas | Piloto de pruebas |
| 2014      | IMSA SportsCar Championship                | ISR Racing    | 6                 | 0                 | 2                 | N/A               | ?                 |
| 2015      | IMSA SportsCar Championship                | ISR Racing    | 9                 | 1                 | 4                 | N/A               | ?                 |

## Resultados

### GP2 Series
(Clave) (negrita indica pole position) (cursiva indica vuelta rápida puntuable)

| Año  | Escudería         | 1   | 1   | 2   | 2   | 3   | 3   | 4   | 4   | 5   | 5   | 6   | 6   | 7   | 7   | 8   | 8   | 9   | 9   | 10  | 10  | Pos. | Puntos | Ref.  |
| ---- | ----------------- | --- | --- | --- | --- | --- | --- | --- | --- | --- | --- | --- | --- | --- | --- | --- | --- | --- | --- | --- | --- | ---- | ------ | ----- |
| 2008 | FMS International | BAR | BAR | EST | EST | MON | MON | MAG | MAG | SIL | SIL | HOC | HOC | BUD | BUD | VAL | VAL | SPA | SPA | MNZ | MNZ | 28.º | 0      | [ 1 ] |
| 2008 | FMS International |     |     |     |     |     |     | 17  | 11  | 20  | 13  | 14  | 12  | 18  | Ret | DNS | Ret | 16  | Ret | Ret | Ret | 28.º | 0      | [ 1 ] |